# Zosterops rennellianus
Zosterops rennellianus — вид воробьиных птиц из семейства белоглазковых. Подвидов не выделяют.

## Таксономия
Иногда данный вид считают конспецифичным Zosterops griseotinctus.

## Распространение
Эндемики острова Реннелл (Соломоновы Острова).

## Описание
Длина тела около 12 см, вес 12-17 г. Оперение верхней стороны тела оливково-зелёное. На нижней стороне желто-зелёное. Клюв ярко-оранжевый, ноги бледно-оранжевые.

## Биология
Питаются насекомыми, пауками, семенами, мелкими фруктами.
Гнездо чашеобразное, диаметром 2.5-5 см. В кладке по наблюдениям два яйца.

## Охранный статус
МСОП присвоил виду охранный статус LC.